# CORE
CORE是由总部位于英国开放大学的知识媒体研究所（Knowledge Media Institute）提供的服务。该项目汇总分布在不同系统上的所有开放存取内容，旨在促进对学术研究产出的开放获取。CORE的第一个版本由Petr Knoth于2011年创建。CORE與數位圖書館和機構知識庫密切合作。